# Maskun Palloseura
Maskun Palloseura, vardagligt Masku eller MaPS, är en fotbollsklubb ifrån Masko i Finland. Föreningen grundades 1988. I dag spelar man i Tvåan. Hemmaplanen är Taponkedon kenttä.